# Iglesia de San Andrés Apóstol (Villafranca de Estíbaliz)
La iglesia de San Andrés Apóstol es un templo católico situado en el concejo de Villafranca de Estíbaliz, en el municipio español de Vitoria.

## Historia
El edificio se encuentra en el concejo alavés de Villafranca de Estíbaliz, en la comunidad autónoma del País Vasco. Se menciona como iglesia parroquial del lugar en el tomo de la Geografía general del País Vasco-Navarro dedicado a Álava y escrito por Vicente Vera y López con las siguientes palabras: «Su parroquia, rural de segunda clase, está dedicada á San Andrés». Se señala, además, que pertenece, junto a la ermita de Nuestra Señora, al arciprestazgo de Armentia.
Los registros sacramentales de bautismos, matrimonios y decesos generados por la parroquia de San Andrés Apóstol desde el siglo XV hasta el final del XIX se conservan con los del resto de iglesias de la provincia en el Archivo Histórico Diocesano de Vitoria, donde pueden consultarse.

## Descripción

### Exterior

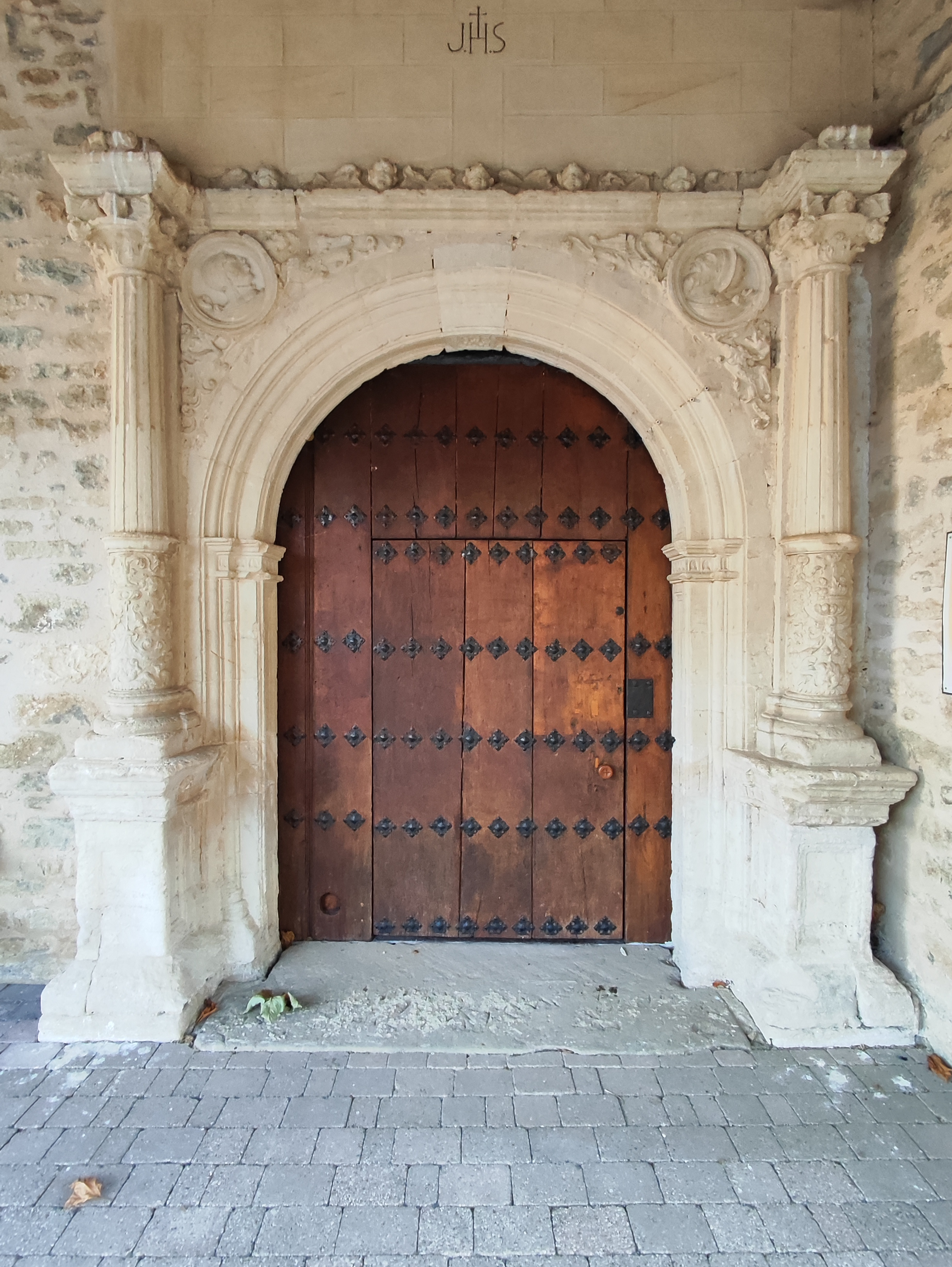
Portada renacentista

A lo largo del tiempo se añadieron y retiraron estructuras a la iglesia (escuela, pórtico de tres arcos). La cabecera recta de la iglesia se construyó en un momento anterior al cuerpo, dado que existen ciertas rupturas tanto en los muros externos como en las bóvedas del interior que hablan de dos fases constructivas desarrolladas en dos momentos diferentes del siglo XVI. Ello se debió a la muerte de Andrés López de Alzola, el artífice de la cabecera, cuyo proyecto fue continuado por Pedro de Elosu hasta terminarlo en 1574. A partir de esta fecha este mismo maestro completó el templo creando la torre adosada al lado oeste.
La portada renacentista que se puede contemplar en el muro sur. Cuenta con columnas con decoración a candelieri y fuste acanalado hasta el friso plagado de angelotes. A ambos lados del arco, dos medallones que representan rostros, sostenidos por seres fantásticos, híbridos entre el mundo vegetal y animal. La buena conservación de la portada y la calidad escultórica de la que hace gala la convierten en uno de los mejores ejemplares renancentistas en el medio rural alavés.

### Interior
Sus bóvedas son estrelladas. El primer tramo de bóveda, el de la cabecera, está decorado por una serie de claves que representan el conjunto de los doce apóstoles, cada uno figurado con su instrumento de martirio particular. Todos ellos giran en torno a la clave central, con la figura de la Asunción y Coronación de la Virgen. Los repintes, especialmente los de época reciente, han desvirtuado la escultura de estas claves, que en origen tuvo que ser de gran calidad. Las otras dos bóvedas, cuyos nervios dibujan también complejas representaciones geométricas, tienen claves más sencillas, decoradas con florones.

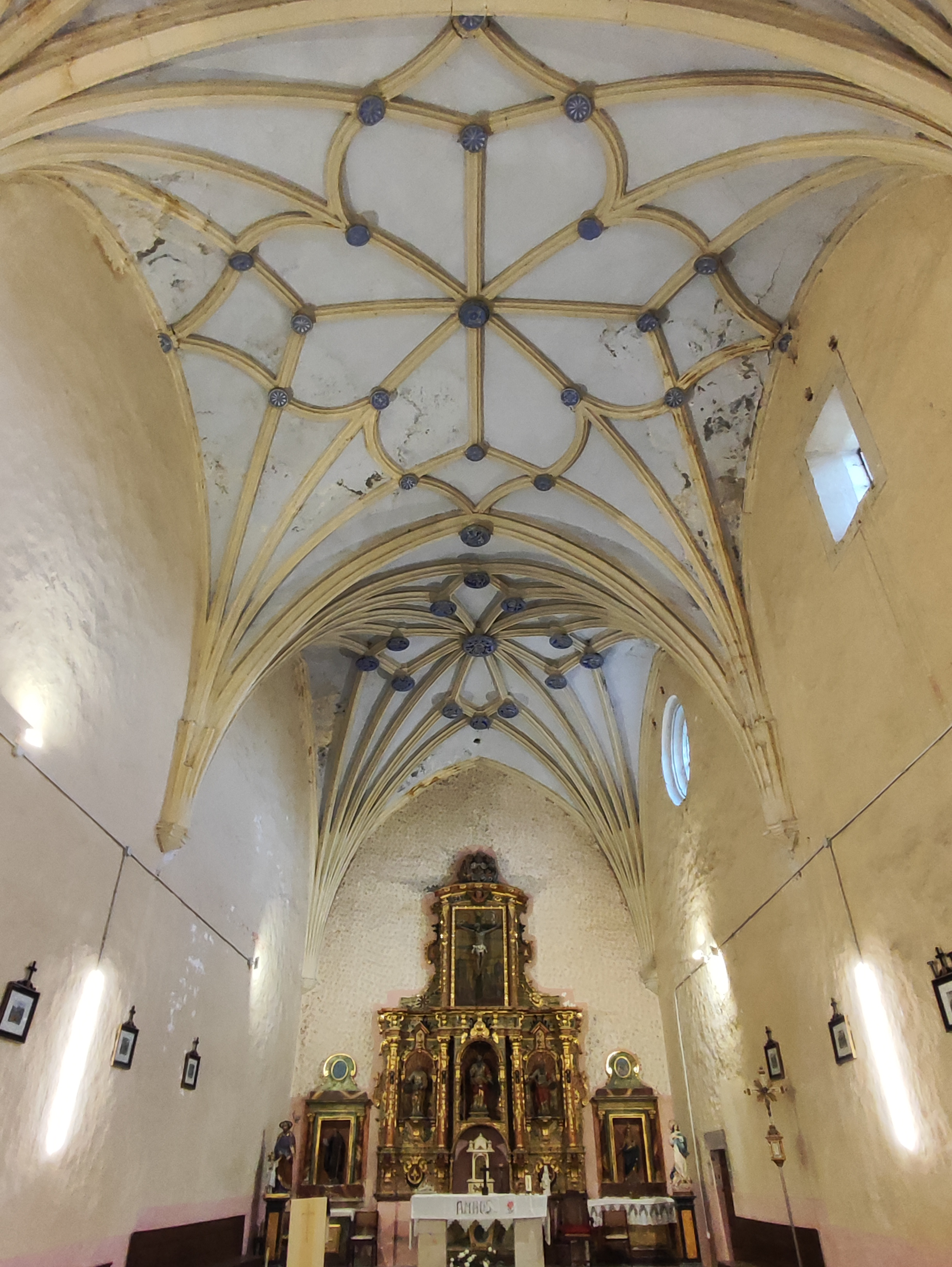
Bóvedas estrelladas y retablo

El retablo es del siglo XVIII, de un estilo cercano al rococó. En el centro, San Andrés, advocación de la iglesia, flanqueado por san Pablo y san Pedro. Sobre ellos preside el retablo un calvario compuesto por Cristo crucificado, la Virgen y san Juan, mientras que en lo alto bendice Dios Padre. Los retablos laterales, por su parte, están realizados en estilo neoclásico por la escuela de los Valdivielso. En el de la derecha encontramos a la Virgen del Rosario y el de la izquierda está dedicado a San Antonio Abad.
Las sucesivas capas de pintura que ha recibido el templo dejan intuir algunos restos de pinturas murales de otras épocas. Por ejemplo, en los desconchones producidos por la humedad en las bóvedas renacentistas hallamos restos de un despiece en grisalla que nos indica que la iglesia pudo estar decorada con una representación pintada de ladrillo en color gris y dibujado con líneas blancas. Por fotografías y grabados se sabe que se repintó con criterios barrocos posteriormente. Las actuales pinturas datan de los años sesenta del siglo XX.